# Guerra franco-savoiarda
La guerra franco-savoiarda fu un conflitto armato che oppose nel 1600 il ducato di Savoia di Carlo Emanuele I e il Regno di Francia, di Enrico IV e che terminò con il trattato di Lione.
Il trattato di pace tra Francia e Spagna, siglato nel 1598 a Vervins, aveva lasciato in sospeso le divergenze tra la Francia ed il ducato di Savoia a proposito della sovranità sul Marchesato di Saluzzo. Il testo demandava la composizione della vertenza all'arbitrato a papa Clemente VIII, che trovò molte difficoltà nel mettere d'accordo i due contendenti.

## Contesto geopolitico
Quando nel 1548 il casato dei Del Vasto, marchesi di Saluzzo, vassalli della Francia, si estinse con la morte di Gabriele di Saluzzo, Enrico II di Francia acquisì alla Corona di Francia il marchesato.
Per Carlo Emanuele I di Savoia il possesso di questo territorio era pressoché indispensabile per le comunicazioni tra il Piemonte e la contea di Nizza. Approfittando dei disordini all'interno del Regno di Francia, causati dalle guerre di religione, egli s'impadronì, il 1º ottobre del 1588, del territorio del marchesato, con il pretesto di voler impedire il diffondersi del protestantesimo in Piemonte ad opera del capo dei protestanti del Delfinato, Lesdiguières. Nel 1595 il re di Francia Enrico IV, in occasione della sua venuta a Lione, offrì al duca di Savoia di cedere il marchesato di Saluzzo ad uno dei suoi figli, ma come feudo francese. Carlo Emanuele I però rifiutò, accampando il suo diritto al pieno possesso del marchesato in base ai diritti di signoria feudale che i suoi antenati avevano esercitato nei confronti del marchesato nel XIV secolo.
Il 20 dicembre 1599, il re di Francia ricevette il duca di Savoia a Fontainebleau. Durante il suo soggiorno nella cittadina francese, Carlo Emanuele I ordì un complotto. Entrò, grazie a sontuosi regali, nelle grazie della contessa di Verneuil, Catherine Henriette de Balzac d'Entragues, divenuta l'amante preferita del re dopo la morte di Gabrielle d'Estrées, duchessa di Monfort, e cercò quindi di ottenere i favori dei militari Jean Louis de Nogaret de La Valette, duca di Epernon, Enrico de La Tour d'Auvergne, duca di Bouillon, Claudio de La Trémoille, duca di Thouars, Carlo di Gontaut, duca di Biron, e del conte Carlo di Valois-Angoulême, figlio illegittimo di Carlo IX di Francia e della sua amante Marie Touchet, che erano scontenti del re.
Per risolvere la disputa, Enrico IV propose a Carlo Emanuele due alternative: la consegna pura e semplice del marchesato di Saluzzo al regno di Francia, oppure di tenersi il marchesato, cedendo però in cambio alla Francia la Bresse, la Valle dell'Ubaye (inclusa Barcelonnette), la valle Stura, la val Chisone con Villar Perosa e la città di Pinerolo.
Il duca di Savoia chiese tre mesi di tempo per prendere una decisione e, nel marzo 1600, rientrò a Torino piuttosto scontento. Si rivolse quindi alla Spagna tramite il governatore spagnolo di Milano Pedro Enríquez de Acevedo, conte di Fuentes, per essere assistito nel suo progetto cospirativo.
Durante questi tre mesi Carlo Emanuele mise insieme alcuni reparti della milizia e di truppe per opporsi al Lesdiguières, che avrebbe potuto attaccare Exilles. Inviò poi a Conflans il signore d'Albigny con alcuni cavalieri e qualche compagnia di fanti italiani, ordinò poi al colonnello Ponte di recarsi alla fortezza di Pinerolo con 400 cavalieri. Riuscì infine ad ottenere dagli spagnoli l'invio di 1500 soldati che erano di guarnigione a Milano. Il 5 agosto il signore di Berny, Nicolas Brulart de Sillery, avvisò tramite corriere Enrico IV che il duca di Savoia non avrebbe accettato alcuna delle proposte del re di Francia riguardi al marchesato di Saluzzo.
Enrico IV quindi chiese ufficialmente a Carlo Emanuele I di Savoia, di dichiarare le sue intenzioni, essendo ormai spirato il termine di tre mesi. Il duca di Savoia rispose che una guerra gli avrebbe arrecato minor pregiudizio di una pace accettata alle condizioni postegli dal re di Francia. Quest'ultimo dichiarò immediatamente la guerra, in modo da procedere prima che il conte di Fuentes avesse il tempo d'inviare al Savoia i 1500 soldati promessigli.

## Lo svolgimento della guerra
L'11 agosto 1600 Enrico IV ordinò ai suoi generali, Carlo di Gontaut, duca di Biron, François de Bonne de Lesdiguières e Massimiliano di Béthune, duca di Sully, d'entrare in armi nel territorio del ducato di Savoia. La disparità di forze tra i due belligeranti era notevole ed a favore dei francesi. 

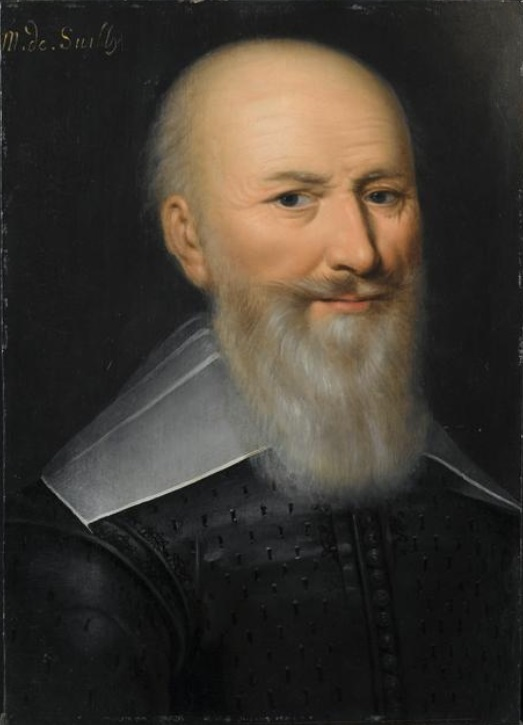
Massimiliano di Béthune, duca di Sully
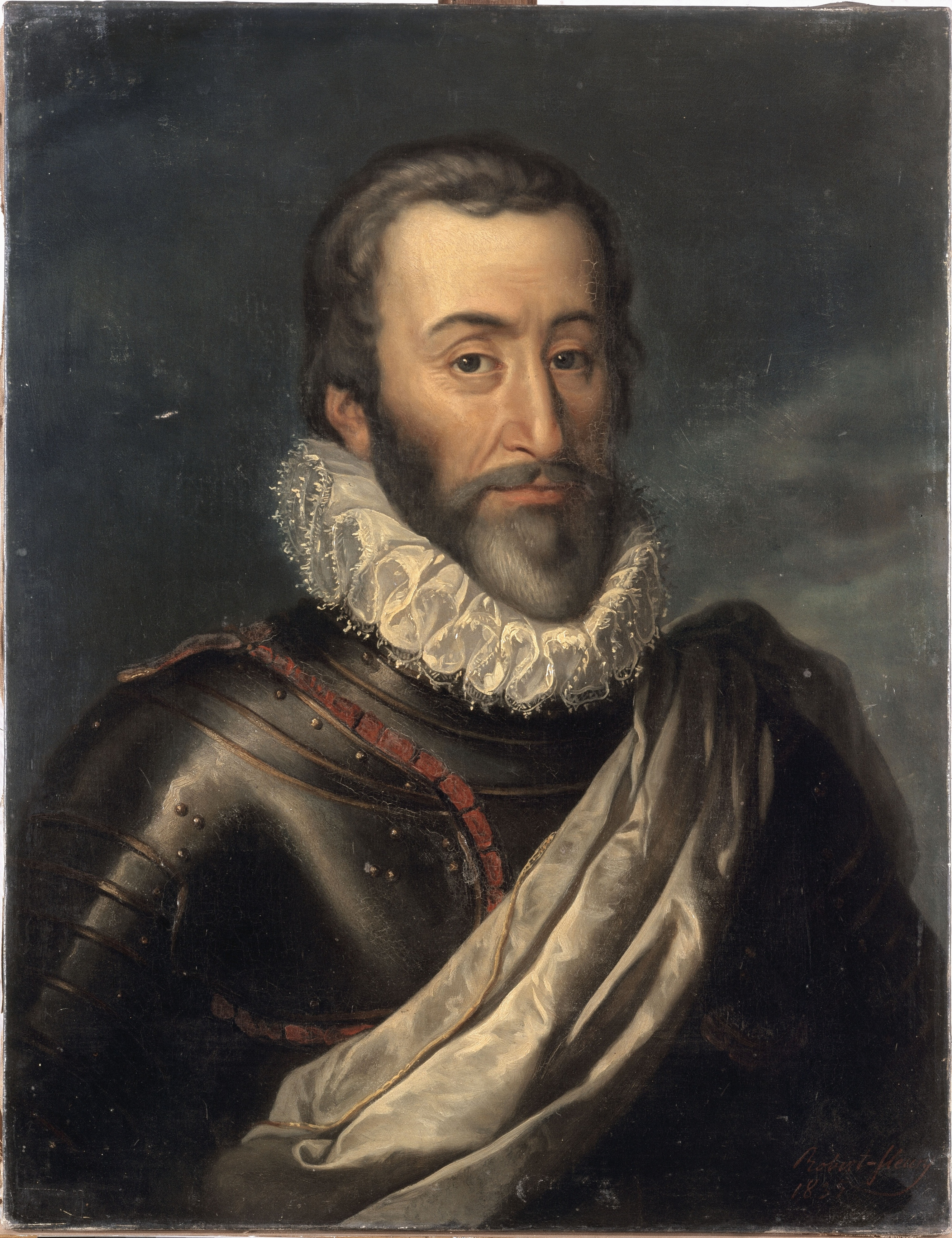
François de Bonne de Lesdiguières
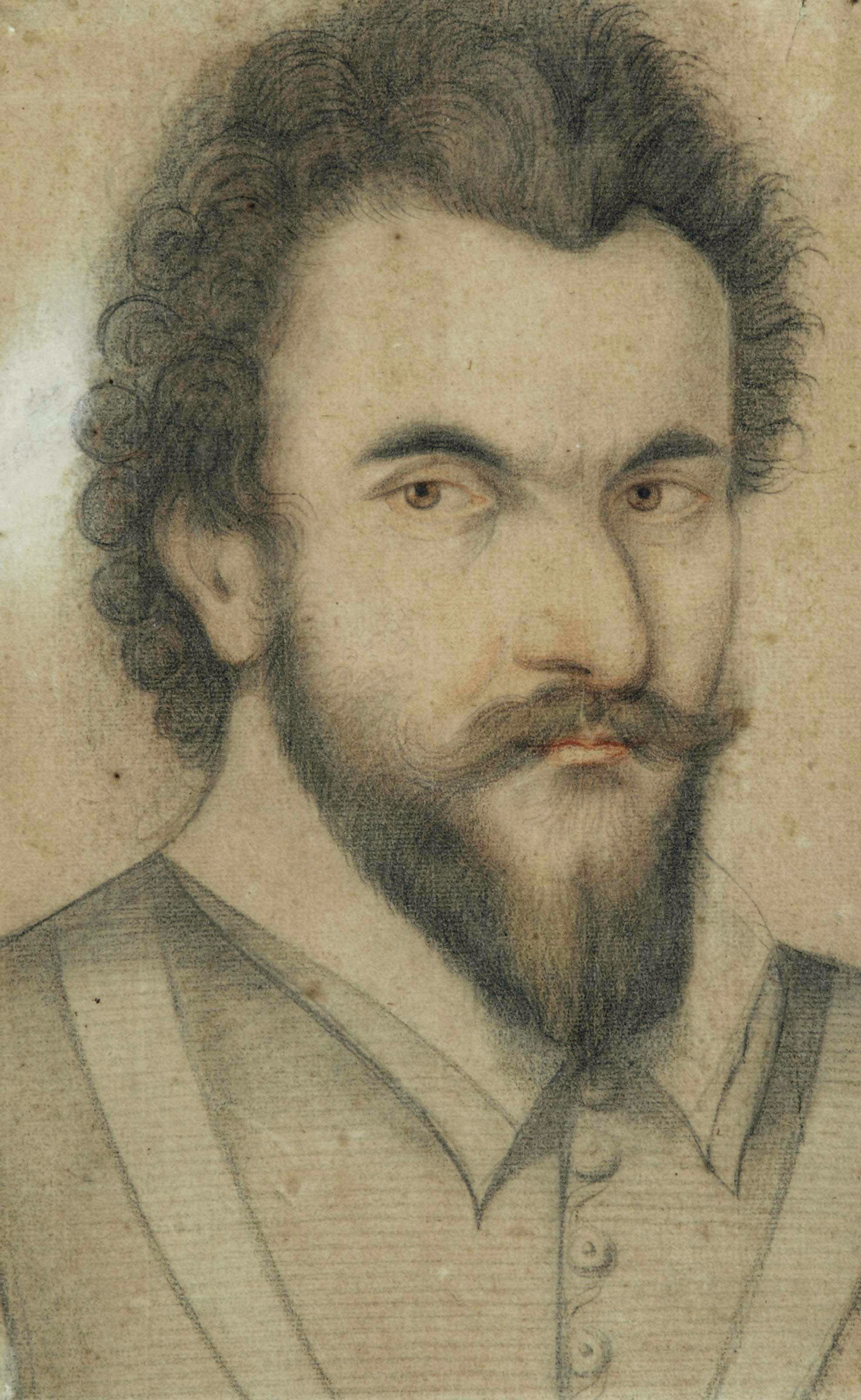
Carlo di Gontaut, duca di Biron, Seyssel in Alta Savoia e Seyssel in Ain,

Il 13 agosto il maresciallo Carlo di Gontaut-Biron conquistò la città di Bourg-en-Bresse (ma non la cittadella) ed a seguire caddero in mano francese, sempre ad opera del Biron, la Bresse, il Bugey e la contea di Gex; successivamente Biron occupò Poncin, Pont-d'Ain, Ambronay, Saint Denis-le-Chosson, Saint-Rambert, Belley, la certosa di de Pierre-Châtel, il fort l'Écluse e Gex.
Il maresciallo Lesdiguières, partito da Grenoble nel medesimo giorno, passò in serata l'Isère a Barraux, dirigendosi su Montmélian, che cadde il 16 agosto, conquistata dal genero del Lesdiguières, Carlo II di Créquy, mentre la cittadella fu posta sotto assedio e cadde ben tre mesi dopo.
Il 21 agosto la città di Chambéry aprì le sue porte a re Enrico IV ed alle sue truppe comandate dal colonnello della Guardia Louis Des Balbes de Berton de Crillon. 

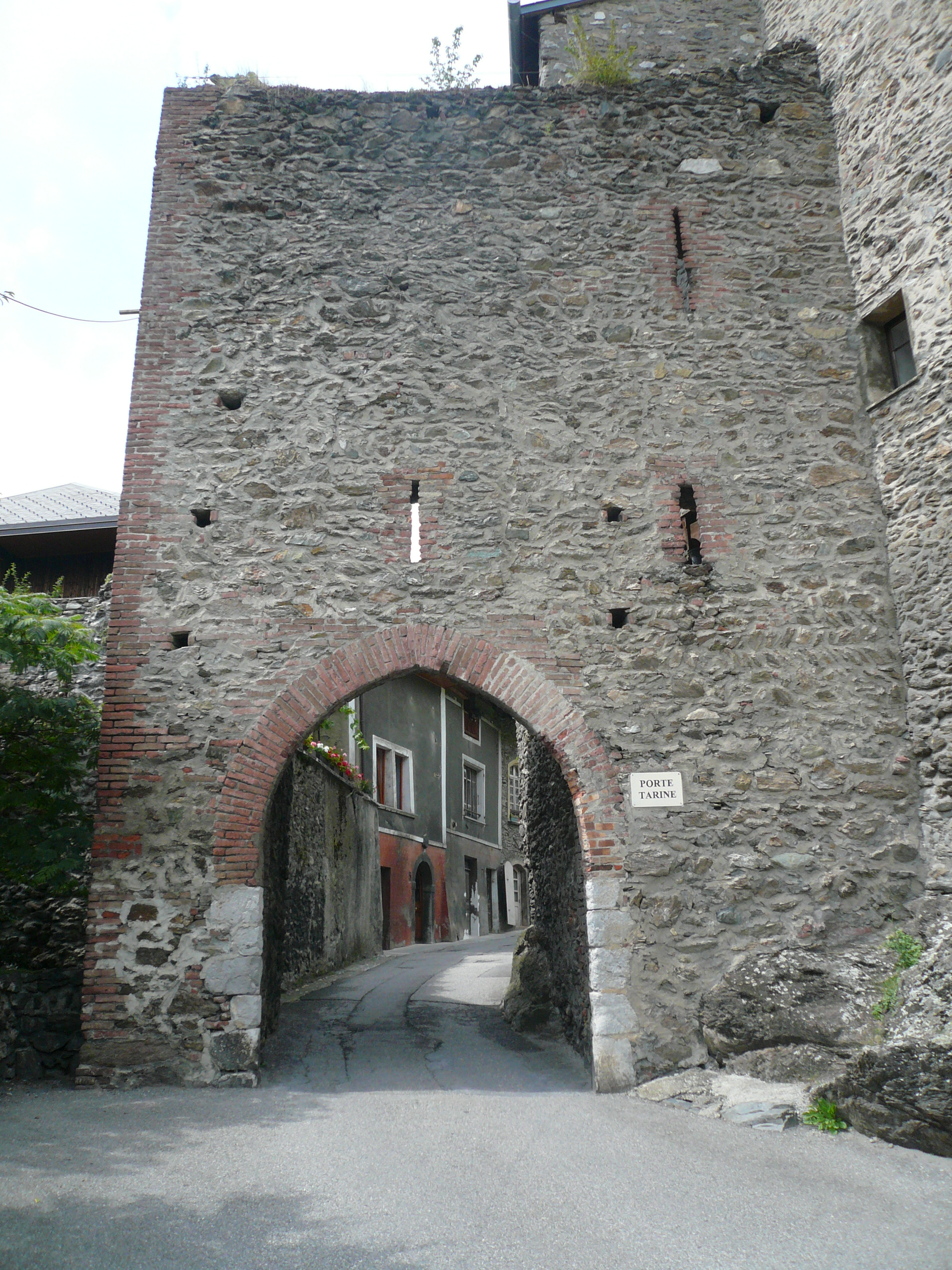
Conflans: Porta Tarine

Il 25 agosto il maresciallo Lesdiguières raggiunse Albertville ed iniziò l'assedio del castello di Conflans, posto a difesa della Tarantasia, alla confluenza fra l'Isère e l'Arc; la guarnigione si arrese due giorni dopo ed il 28 agosto si arresero anche i difensori del Castello di Miolans.
Il 10 settembre cadde anche il castello di Charbonnières, ad opera delle truppe del Créquy. Tra il 14 ed il 18 settembre il Lesdiguières completò la conquista della val Moriana, ritirandosi dopo avervi lasciato una guarnigione.
Il 5 ottobre Enrico IV entrò trionfalmente ad Annecy.
Intanto anche la contea di Nizza fu oggetto di attacchi francesi, ad opera delle truppe al comando del duca Carlo I di Guisa, il quale giunse, il 28 settembre, fino ad assediare la città capoluogo, ma fu sconfitto da una sortita delle truppe savoiarde e dovette ritirarsi in Provenza.
Tra il 7 e l'11 novembre un eterogeneo esercito savoiardo, forte di circa 20 000 uomini: 6000 piemontesi o savoiardi, 6000 italiani, 4000 spagnoli, 600 svizzeri e 50 compagnie di cavalleria formanti un corpo di 800 veterani e 4500 archibugieri a cavallo, attraversò il colle del Piccolo San Bernardo per attaccare i francesi nella valle della Tarantasia. Iniziò una serie di combattimenti fra le avanguardie, disturbati dal cattivo tempo, portatore di nevicate. Il 16 novembre cadde in mano francese la cittadella di Montmélian.

## L'attacco al marchesato di Saluzzo
Intanto Enrico IV aveva deciso di creare un diversivo attaccando il territorio del conteso marchesato. 1500 fanti e 200 cavalieri al comando del d'Auriac entrarono nella valle Maira ed attaccarono la fortezza di Acceglio, che venne conquistata dopo un violento combattimento. Successivamente vengono occupati San Damiano Macra, Cartignano e Dronero.

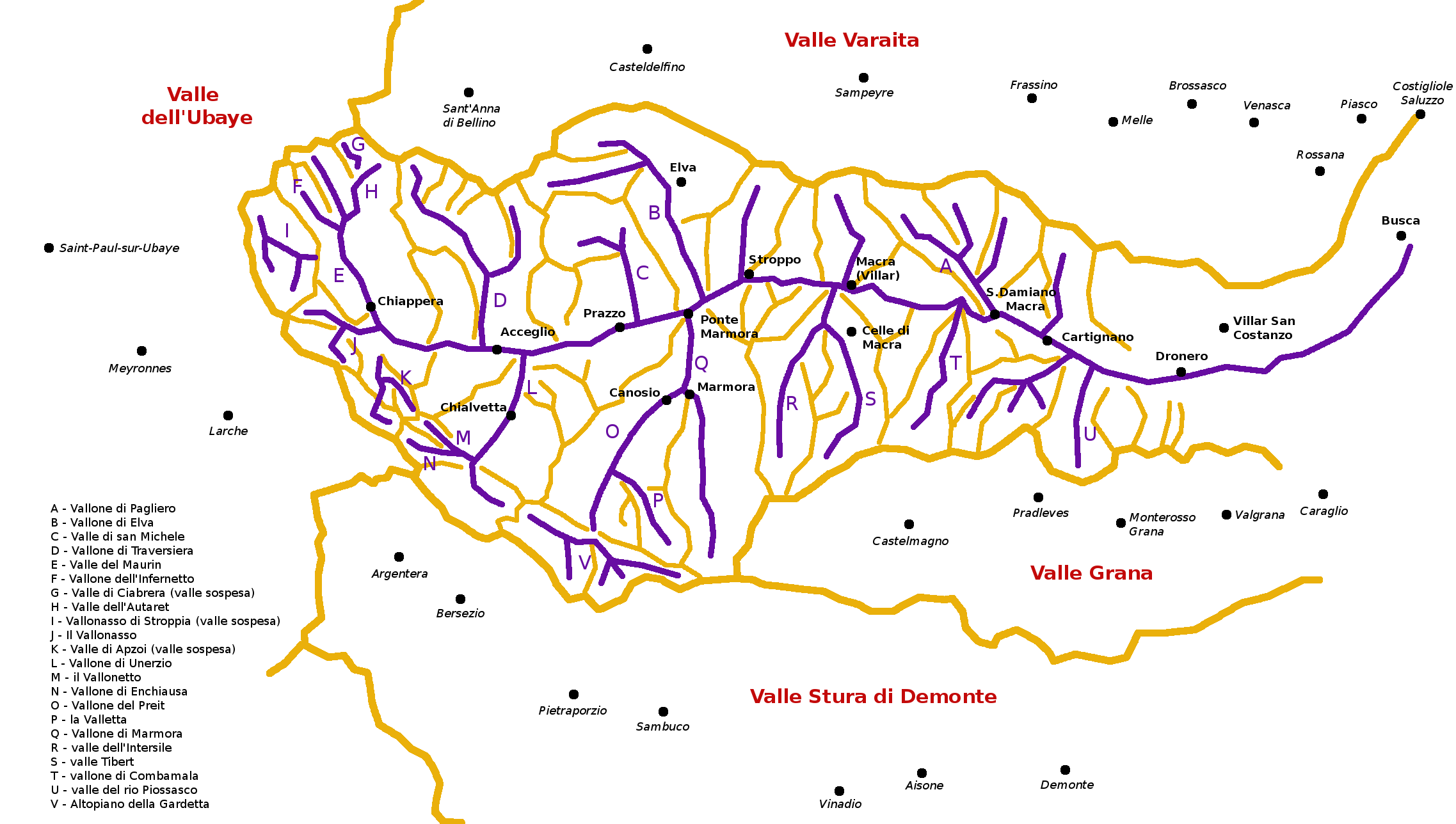
Schema geomorfologico della val Maira: le linee arancione rappresentano le creste, quelle violetto il fondo-valle e i punti in nero i centri abitati

Il marchese d'Este raggruppò una parte della milizia a Savigliano, ove giungono anche 800 spagnoli della guarnigione di Carmagnola e duecento cavalleggeri. Con queste truppe il marchese avanzò su Dronero; il 28 novembre entrò nella valle Maira e cacciò i francesi da Cartignano, per poi marciare su San Damiano. Allora i francesi si ritirarono a Porte. Il marchese d'Este fece trasferire 150 uomini in valle Grana ed altrettanti sulle alture che sovrastano la frazione di Lod. Dopo aspri combattimenti i francesi sono costretti alla ritirata.
Occupate ormai tutte le alture, il marchese d'Este si avvicinò a Porte attraverso il fondo valle: dopo ostinati combattimenti, con le truppe savoiarde che avevano ricevuto rinforzi dalla provincia di Asti, i francesi dovettero ripiegare su Lod e Stroppo. Intanto la milizia canavesana entrava in valle Varaita, contando di attaccare alle spalle i francesi passando dal colle di Elva. D'Auriac, informato di questo movimento nemico, si ritirò su Acceglio. Privo di viveri a sufficienza, il generale francese richiamò le truppe dei suoi avamposti e riattraversò le Alpi.

## La fine del conflitto
Il 18 dicembre l'esercito savoiardo, a corto di viveri, si ritirò dopo aver perso 200 uomini e due avamposti. I francesi rioccuparono la valle, ma, a causa del maltempo, le truppe si ritirarono su Montmelian ed Enrico IV rientrò a Parigi. Il 17 gennaio il trattato di Lione pose fine alla guerra.